# Йозеф Ольбріх
Йозеф Марія Ольбріх (нім. Joseph Maria Olbrich; 22 грудня 1867 — 8 серпня 1908) — австрійський архітектор, майстер модерну, автор виставкової будівлі Віденської сецесії у Відні. З 1900 року жив і працював в Німеччині, в Дармштадті.

## Біографія
Народився в багатодітній сім'ї підприємця-кондитера в Троппау. Батько архітектора володів цегляним заводом, і Йозеф познайомився з будівельними технологіями ще в дитинстві. У 1882 році, не закінчивши середньої школи, пішов працювати креслярем, в 1886–1890 роках завершив середню освіту у Відні, потім навчався в Академії образотворчих мистецтв у Відні у Карла фон Газенауера. З 1893 року — помічник Отто Вагнера на проєктуванні Віденської міської залізниці. Фактично виконував робочі креслення станцій.

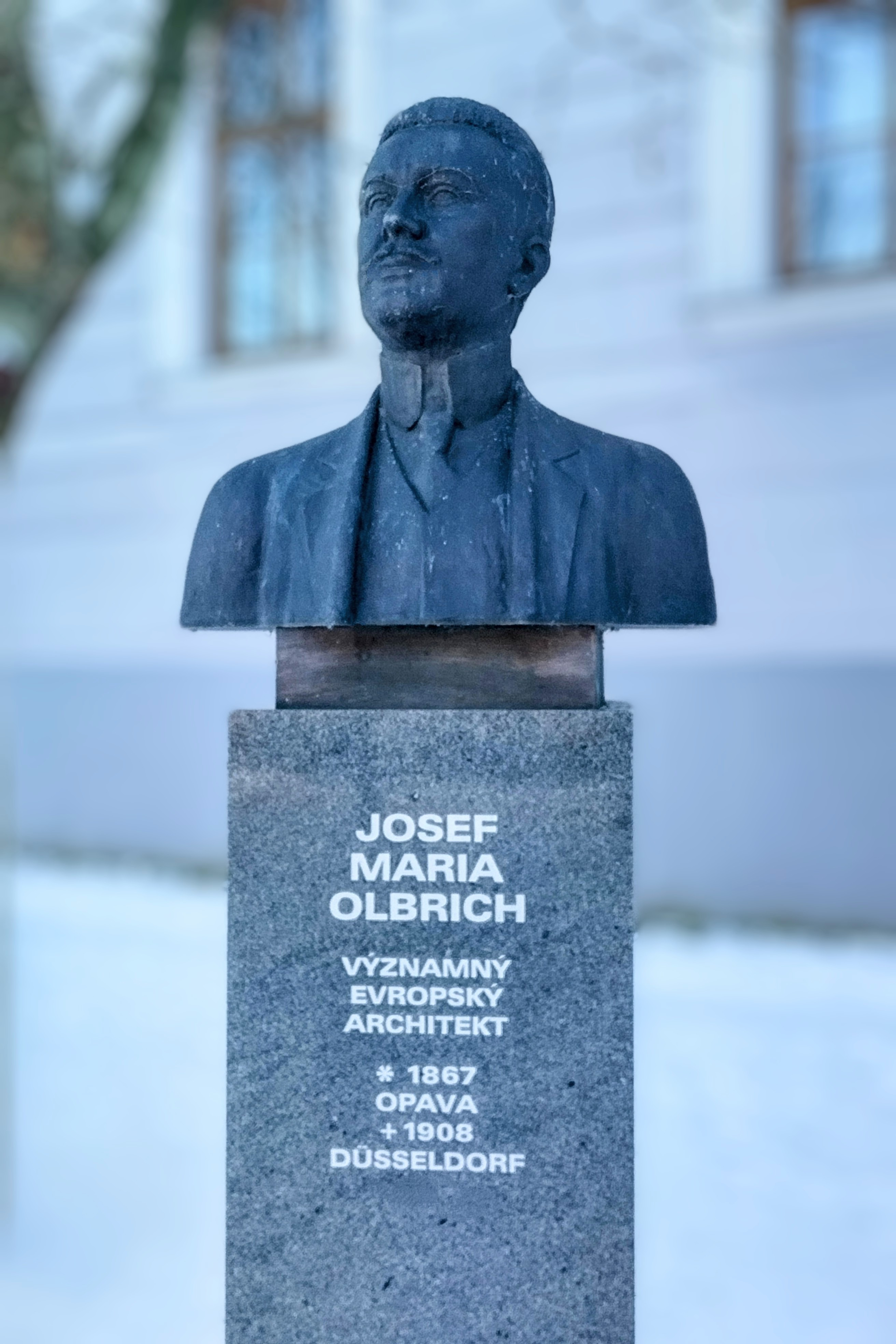
Погруддя Йозефа Ольбріха в Опаві

У 1896 році в середовищі віденських художників стався розкол. Очолювана Густавом Клімтом група художників і архітекторів, незадоволена діями віденського Будинку Мистецтв, відкололася і заснувала власну організацію — Віденський сецессион. У 1897 році Ольбріх вибудував на Карлсплац пам'ятник модерну — виставковий зал Сецесії з куполом-кулею з золотих гілок.
У 1900 році, з ініціативи герцога Дармштадтського Ернста-Людвіга, покровителя мистецтв і організатора колонії художників на горі Матильди в Дармштадті, Ольбрих переїхав до Німеччини. Отримавши Гессенське громадянство і професорський титул, він фактично очолив колонію, виконавши велику частину проєктів і особисто очоливши будівництво, а в 1903 році одружився з німкенею Клер Мораві. У самій колонії і в околицях Дармштадта ним побудовані всього два десятка будівель; частина з них була знищена під час Другої світової війни.
У 1908 році Ольбрих побудував історичний універмаг Тіца в Дюссельдорфі і третю чергу селища художників в Дармштадтській колонії; в тому ж році, у 40-річному віці, помер від лейкемії.